# HMS Sibyl (1779)
HMS Sybil (1779) — 28-пушечный фрегат 6 ранга Королевского флота, впоследствии HMS Garland. Первый корабль Его величества, названный в честь Сивиллы.

## Постройка
Заказан 24 июля 1776 года. Название присвоено 19 мая. Заложен 10 декабря 1776 года. Спущен на воду 2 января 1779 года на частной верфи Henry Adams в Баклерс Хард. Достроен с 24 января по 13 марта 1779 года на королевской верфи в Портсмуте.

## Служба

### Американская война за независимость
1778 — вступил в строй в октябре (до спуска на воду), капитан Томас Пасли (англ. Thomas Pasley).
1779 — 20 марта ушел на Ньюфаундленд, затем в Лиссабон; 21 октября взял 14-пушечный американский приватир Rambler; 8 ноября взял испанский пакетбот Patagon.
1780 — в составе конвоя ходил на мыс Доброй Надежды и обратно; май, капитан лорд Чарльз Фицджеральд (англ. Charles Fizgerald); 29 ноября с эскадрой Худа ушел на Подветренные острова.
1781 — 3 февраля участвовал в захвате о. Синт-Эстатиус; 5 февраля там же совместно с HMS Monarch и HMS Panther взял голландский Mars (60); 4 апреля захватил голландский конвой; ушел в Англию, сопровождая призы с Синт-Эстатиус; 2 мая был в стычке с эскадрой Ламотт-Пике́; ушел в Северную Америку; 5 сентября был при Чесапике; с эскадрой Худа ушел в Вест-Индию, прибыл в декабре.
1782 — капитан Джон Нортон (англ. John Norton); 25-26 января был при Сент-Киттсе; позже капитан Джон Родни (англ. John Rodney); 29 марта взял американский приватир Plough; 9 апреля был при Доминике; 12 апреля был при островах Всех Святых; апрель(?) капитан Джеймс Вашон (англ. James Vashon).

### Межвоенные годы
1783 — выведен в резерв и рассчитан; октябрь, малый ремонт в Вулвиче по апрель 1784 года.
1786 — ноябрь, оснащение для заморской службы по февраль 1787 года.
1787 — возвращен в строй в январе, капитан Ричард Бикертон (англ. Richard Bickerton); 1 апреля ушел на Подветренные острова.
1790 — выведен в резерв и рассчитан.

### Французские революционные войны
1793 — возвращен в строй в январе, капитан Чарльз Джонс (англ. Charles Jones); эскадра Северного моря(?); июнь, ремонт в Дептфорде по апрель 1794 года.
1795 — переименован в Garland (приказом Адмиралтейства от 14 июля). 26 сентября, Ньюкасл; вместе с фрегатом HMS Prompt вышел на поиск французского корсара Vengeur, замеченного поблизости.
1796 — капитан Джон Эрскин Дуглас (англ. John Erskine Douglas), Северное море. 22 января рабочий катер Garland с грузом был потерян по пути из Ширнесс в Нор. Из 20 офицеров, матросов и пассажиров на борту, включая 1 женщину, 10 спаслись. Около 11 сентября корабль вышел из Куксхафена в Англию.
1797 — и.о. капитана Джеймс Уокер (англ. James Walker), балтийский конвой; 30 июня находился в Харвиче. 11 июля вышел из Дил (Кент) в Нор.
1798 — капитан Джон Кларк Серль (англ. John Clarke Searle), февраль, ушел на мыс Доброй Надежды; 4 февраля назначен к выходу из Портсмута назавтра, с ост-индским конвоем. 29 мая присутствовал на Мысу при аресте датского корабля Christianus Septimus из Батавии с гузом кофе и сахара; дело передано в Адмиралтейский суд.
Позже капитан Джеймс Вуд (англ. James Athol(?) Wood); 26 июля наскочил на скалу и разбился у Форт-Дофин (современный Тауланару) на Мадагаскаре.

### Гибель
По приказу сэра Хью Кристиана (англ. Hugh Christian) Garland с малой эскадрой крейсировал у островов Маврикий и Бурбон, где получил сведения, что два больших французских фрегата, совершившие много нападений в Индийском океане, вышли с Мадагаскара. Эскадра отправилась в погоню, и 26 июля возле французского поселения форт-Дофин капитан Вуд обнаружил крупный корабль на якоре. Поскольку остальные корабли были с наветра и не могли выбраться против течения, Garland пошел на разведку сам.
Подойдя примерно на милю, Garland на глубине около 15 футов наскочил на острую скалу. Немедленно начала поступать вода — через пушечные порты на шкафуте и клюзы. Капитан Вуд смог только перевести команду на шлюпки и спасти припасы и рангоут. Противник оказался не фрегатом, а крупным «купцом», на 24 пушечных порта, с командой 150 человек. При приближении Garland он выбросился на берег, но как только его люди заметили, что британец в беде, попытались вернуться на свой корабль. Но шлюпки Garland были с наветра, и взяли его раньше. Капитан Вуд успешно договорился с местными племенами, и они доставили большинство пленных французов к нему.
По другим данным, это был французский торговый корабль Necesaire, в балласте. 26 июля присутствовал, когда французский шлюп с Маврикия, в балласте: был загнан на берег HMS Braave.
В течение следующих четырёх месяцев Капитан Вуд построил судно в 15 тонн и строил второе, когда появился шлюп HMS Star из Сент-Люс; на нём французские военнопленные были доставлены на Мыс. Офицеры и команда Garland вернулись на своем призе. За время пребывания на Мадагаскаре капитан Вуд исследовал побережье от форт-Дофин до Сент-Люс, и нашел прикрытую рифом якорную стоянку, пригодную для линейного флота.
16 августа французский корабль Bonne Intention с Маврикия, взятый в балласте у мыса Фол-пойнт и посланный на помощь Garland, прибыл на мыс Доброй Надежды.
17 августа французский бриг L'Elizabeth с Маврикия, в балласте, был взят у Таматаве и послан на помощь Garland, после чего прибыл на Мыс.
18 августа французский шлюп L'Esperance с Маврикия, в балласте, был взят у Фол-пойнт и послан на помощь Garland, после чего прибыл на Мыс.
7 февраля 1799 года в Англию дошел рапорт: HMS Garland (28) наскочил на берег у Мадагаскара, получил пробоину и затонул; весь экипаж спасен и снят бригом Star и прибыл на Мыс. Люди Garland от местного населения не пострадали; свезя на берег часть пушек, припасов и парусов с корабля, устроили лагерь, где и жили.
Рапорт от 11 февраля гласит, что часть людей с Garland были доставлены на Мыс шлюпом Star, а остальные с помощью шлюпок взяли французский ост-индский корабль.